# Kdo to zavinil
Kdo to zavinil je název alba Slávka Janouška, které v Československu vydala v roce 1988 firma Supraphon. Obsahuje 11 autorských písniček.
V roce 1996 vydal Bonton první reedici se sleevenote od Jiřího Černého, v roce 2005 vydal JAN druhou reedici doplněnou o tři písně z EP desky Řekni co vidíš z okna, kterou vydal v roce 1987 Panton.

## Seznam písní
1. Náš dům – 2:57
2. Divný suchý rok – 4:58
3. Ve vlaku cestou tam – 2:40
4. Jakubovi – 3:45
5. Mumie – 3:47
6. Nižší matematika – 4:45
7. Je to možný, tohleto? – 4:53
8. Imaginární hospoda – 5:15
9. Klukovské války – 3:50
10. Rozhovor s nádražákem – 4:08
11. Kdo to zavinil – 5:06

## Hudební obsazení
- Slávek Janoušek: kytara, zpěv
- Lubomír Javůrek: foukací harmonika (2, 8, 10)
- Jaroslav Olin Nejezchleba: violoncello (4, 9)
- Vlasta Redl: bicí (2, 3, 5, 7), klávesy (1–3, 5, 7, 11), kytary (1, 3, 5, 7, 10), mandolína (1), sbor (7, 8)
- Petr Vavřík: bezpražcová baskytara (2, 6, 8)
- Ivo Viktorin: klávesy (1, 6, 11), sbor (8, 11)
- Jan Valendin: bicí (6)

## Aranžmá
- Vlasta Redl, Ivo Viktorin, Slávek Janoušek